# 2014년 스코틀랜드 독립 국민투표
2014년 스코틀랜드 독립 국민투표(2014年 - 獨立 國民投票, 영어: Scottish independence referendum 2014, referendum on whether Scotland should be an independent country)는 영국(특히, 잉글랜드)으로부터의 분리 독립 여부를 묻는 스코틀랜드의 국민투표이다. 16세 이상의 모든 스코틀랜드 주민을 대상으로 하며 2014년 9월 18일에 실시되었다. 문항은 "스코틀랜드가 독립 국가가 되어야 하는가?(Should Scotland be an independent country?)"로 단순하게 제시되었다.

## 배경
스코틀랜드 정부의 집권당인 스코틀랜드 국민당은 스코틀랜드의 분리 독립을 추진하고 있다. 2013년 5월, 스코틀랜드 국민당은 영국 중앙 정부와 2014년에 독립 찬반 투표를 실시하기로 합의하였다. 2014년은 스코틀랜드인들이 잉글랜드에 맞서 싸운 배넉번 전투로부터 700주년이 되는 해로서 스코틀랜드인들에게는 의미가 깊다.

## 결과
찬성: 45%, 반대: 55%로 부결되었다. 스코틀랜드를 구성하는 32개 행정 구역 가운데 28곳에서 반대 표가 많았으며 4곳에서만 찬성 표가 많았다.

## 같이 보기
- 영국 내 독립 및 자치운동
  - 스코틀랜드 독립운동
  - 웨일스 독립운동(영어판)
  - 잉글랜드 독립운동(영어판)
  - 콘월 자치 운동
  - 연합 아일랜드(영어판)